# Peruansk nattapa
Peruansk nattapa (Aotus miconax) är en däggdjursart som beskrevs av Oldfield Thomas 1927. Peruansk nattapa ingår i släktet nattapor och familjen Aotidae. IUCN kategoriserar arten globalt som starkt hotad. Inga underarter finns listade.
Arten är med en genomsnittlig vikt av 1 kg lika stor som andra nattapor. Den har mörk gråaktig päls på ovansidan och två kännetecknande orange fläckar på varje sida av nacken. I ansiktet förekommer ljusgrå till vit päls samt en svartaktig bred strimma från hjässan till nosen. Peruansk nattapa har orangebrun päls på buken. Fingrar och tår är utrustade med naglar. Individerna är ungefär 31 cm långa (huvud och bål) och har en 30 till 37 cm lång svans.
Denna nattapa förekommer i Anderna i norra Peru. Utbredningsområdet ligger 800 till 2400 meter över havet. Arten vistas där i fuktiga skogar i dalgångar samt i molnskogar på bergstoppar.
Djuret är främst aktiv på natten och äter frukter, blommor, nektar och några smådjur som insekter. Liksom andra nattapor lever peruansk nattapa antingen i familjegrupper av ett föräldrapar med sina ungar eller ensam. Reviren är 5 till 18 hektar stora och de kan överlappas. Vanligen har en flock upp till 6 medlemmar. Flockar av peruansk nattapa kan vandra över ett större öppet område för att nå en annan skog. De kan tillfällig vistas i ensamma träd. Aporna har höga skrik för kommunikationen. Nyfödda ungar registrerades i april och maj.
Individerna klättrar i växtligheten och kan göra långa hopp från gren till gren. För övrigt är levnadssättet lika som hos andra nattapor.